# Francesco Di Napoli
Francesco Di Napoli (Napoli, 26 giugno 2001) è un attore italiano.

## Biografia
Originario del Rione Traiano, prima di entrare nel mondo dello spettacolo Francesco Di Napoli ha lavorato in una pasticceria.
Nel 2019, ancora diciannovenne, debutta al cinema con un ruolo da protagonista interpretando il giovane camorrista Nicola Fiorillo nel film La paranza dei bambini di Claudio Giovannesi, tratto dall'omonimo romanzo di Roberto Saviano.
Nel 2020 entra a far parte del cast della serie televisiva di Sky Atlantic Romulus diretta da Matteo Rovere, Michele Alhaique e Enrico Maria Artale, nella quale recita in protolatino (venendo doppiato nella versione in italiano da Federico Campaiola): qui interpreta Wiros, un giovane schiavo orfano dell'VIII secolo a.C. in una narrazione romanzata delle vicende precedenti alla fondazione di Roma.
Nel 2021 è tra i protagonisti della serie televisiva di Rai 1 Mina Settembre, dove interpreta il personaggio di Gianluca, fratellastro minore della protagonista interpretata da Serena Rossi.
Nel 2022 recita nel ruolo di Damiano nel suo secondo lungometraggio, La notte più lunga dell'anno di Simone Aleandri, e riprende sia il ruolo di Wiros che di Gianluca nelle seconde stagioni rispettivamente di Romulus e Mina Settembre.

## Filmografia

### Cinema
- La paranza dei bambini, regia di Claudio Giovannesi (2019)
- La notte più lunga dell'anno, regia di Simone Aleandri (2022)
- Hey Joe, regia di Claudio Giovannesi (2024)

### Televisione
- Romulus – serie TV, 18 episodi (2020-2022)
- Mina Settembre, regia di Tiziana Aristarco – serie TV (2021-2022)

## Riconoscimenti
- 2019 – ShorTS International Film Festival[6]
  - Premio Prospettiva
- 2019 – Ciak d'oro[7]
  - Rivelazione maschile dell'anno per La paranza dei bambini
- 2020 – Premio Ennio Fantastichini[8]
  - Migliore attore emergente per La paranza dei bambini

## Doppiatori italiani
- Federico Campaiola in Romulus